# Вербицкий, Митрофан Фомич
Митрофан Фомич Вербицкий (8 августа 1930, село Лесково, Центрально-Чернозёмная область — 23 октября 2018) — передовик сельскохозяйственного производства, механизатор. Герой Социалистического Труда (1966).

## Биография
Родился 8 августа 1930 года в крестьянской семье в селе Лесково Калачеевского района (ныне — Воронежской области). В 1951—1952 годах работал мотористом рыболовецкого судна в Калининградской области.
С 1959 года тракторист, комбайнёр в колхозе имени Свердлова Воробьёвского района. Намолотил за один сезон 2200 тонн зерна и 400 тонн подсолнечника. За выдающиеся достижения в трудовой деятельности был удостоен в 1966 году звания Героя Социалистического Труда.
В 1991 году вышел на пенсию. Проживает в селе Воробьёвка.

## Награды
- Герой Социалистического Труда — указом Президиума Верховного Совета СССР от 23 июня 1966 года
- Орден Ленина (1966).